# George Augustus Wallis
George Augustus Wallis (Merton, 1761 – Firenze, 1847) è stato un pittore inglese minore,  attivo in Italia.

## Biografia
Wallis viaggiò in tutta Italia a partire dal 1788, e visitò Roma, Napoli e la Sicilia.
Si formò nell'ambiente degli artisti neoclassici tedeschi, prima a Napoli, dove conobbe Philipp Hackert, poi a Roma, dove intorno al 1794 frequentò Asmus Jacob Carstens, Gottlieb Schick[3] e soprattutto Joseph Anton Koch. Nel 1806 Wallis divenne membro dell'Accademia Romana.
Alla fine del 1790 si guadagnò la reputazione di "democratico" e simpatizzante dei francesi. Ostracizzato al suo ritorno a Londra nel 1806, trascorse il resto della sua vita nel continente: 1807-10 in Spagna, 1810-18 in Germania (principalmente Heidelberg), e dal 1818 si stabilì a Firenze. Ha insegnato all'Accademia di Belle Arti di Firenze, dove si è concentrato sui ritratti e ha dipinto affreschi.
Ha lavorato anche come mercante d'arte durante il suo soggiorno in Italia, e successivamente, dal 1807, come mercante d'arte in Spagna, dove ha lavorato spesso per clienti britannici. È infatti documentata la sua relazione con il mercante d'arte scozzese William Buchanan, acquisendo, tra le altre opere, la celebre Venere allo specchio di Velázquez, che era stata saccheggiata dal palazzo Godoy di Madrid dalle truppe napoleoniche.

## Stile
Si formò nell'ambiente degli artisti tedeschi neoclassici, prima a Napoli, dove conobbe Philipp Hackert, poi a Roma, dove intorno al 1794 frequentò Asmus Jacob Carstens, Gottlieb Schick e in special modo Joseph Anton Koch, di cui ammirò le aggrovigliate vedute alpine e romane. L'opera Il castello di Heidelberg (1812, collezione privata) risente molto dei canoni tedeschi e fa di Wallis un pioniere del paesaggio romantico.
In seguito svilupperà uno stile proprio, caratterizzato per esempio da un particolare trattamento della luce. Ne sono esempio i numerosi disegni e acquarelli, molti dei quali non datati (Copenaghen, Museo Thorvaldsen).
Dal 1817 Wallis espose continuativamente all'Accademia di Firenze, sua città d'elezione (da cui si allontanò solo per un periodo tra il 1820 e il 1829), imponendo quel suo particolare genere di veduta dove le influenze del protoromanticismo di Salvator Rosa si innestavano sugli schemi canonici proposti da Nicolas Poussin, Claude Lorrain e Gaspard Dughet.
Ebbe un figlio, Traiano, anch'egli pittore, che nel 1819  eseguì "Il Martirio di Santa Cristina", attualmente a Firenze, nella Chiesa dei Santi Vito e Modesto a Bellosguardo.